# Brett Bellemore
Brett Bellemore (* 25. Juni 1988 in Windsor, Ontario) ist ein kanadischer Eishockeyspieler, der zuletzt bei Kunlun Red Star in der Kontinentalen Hockey-Liga unter Vertrag stand und 2017 für dessen Farmteam KRS Heilongjiang in der Wysschaja Hockey-Liga spielte.

## Karriere
Bellemore stand zu Beginn seiner Karriere zwischen 2005 und 2009 bei den Plymouth Whalers, die ihn in der zwölften Runde der OHL Priority Selection 2004 an insgesamt 233. Stelle gezogen hatten, in der Juniorenliga Ontario Hockey League auf dem Eis und erreichte 2007 die beste Plus/Minus-Bilanz der OHL. Er kam jedoch ab der Saison 2007/08 bereits zu einigen Einsätzen beim Kooperationspartner Albany River Rats aus der höherklassigen American Hockey League. Dort gehörte er in der Saison 2009/10 zum Stammkader und absolvierte seine erste vollständige Profispielzeit.
Im Sommer 2008 unterschrieb der Kanadier einen Dreijahresvertrag bei den Carolina Hurricanes, die sich zuvor im Rahmen des NHL Entry Draft 2007 die Transferrechte am Defensivspieler gesichert hatten. In den folgenden zwei Spielzeiten kam Bellemore zunächst ausschließlich beim Farmteam Charlotte Checkers in der American Hockey League zum Einsatz, ehe er in der Saison 2012/13 erstmals acht Partien in der NHL absolvierte und seit der Saison 2013/14 fester Bestandteil des NHL-Kaders der Hurricanes ist.
Nach sieben Jahren in der Organisation der Hurricanes erhielt er nach der Saison 2014/15 keinen neuen Vertrag mehr, sodass er sich im Oktober 2015 den Providence Bruins aus der AHL anschloss. 2016 nahm ihn Kunlun Red Star, das erste chinesische Team in der Kontinentalen Hockey-Liga, unter Vertrag.

## Erfolge und Auszeichnungen
- 2007 Beste Plus/Minus-Bilanz der Ontario Hockey League